# Potato
Potato es una banda de reggae nacida en Vitoria (España) en 1984 e incluida dentro de la etiqueta Rock Radical Vasco. Fueron los pioneros del reggae y otros ritmos jamaicanos en España[cita requerida], sobre todo ska pero también rocksteady, dub, lovers rock, raggamuffin y roots. Más de cincuenta músicos y cantantes han pasado por Potato durante su historia. De todos ellos, solamente Pako Pko ha permanecido durante toda la trayectoria del grupo.

## Historia
Potato fue fundado en septiembre de 1984 por dos amantes del reggae: Juan Borikó, conocido con el seudónimo de «Johnny Brusko» y Pedro Espinosa «Aianai». En Nochevieja de ese mismo año dieron su primer concierto en Vitoria y durante el año siguiente seguirían tocando junto a grupos como Kortatu. En 1986 publicaron su primer disco junto a Tijuana in Blue de la mano de la discográfica Oihuka, con la que publicarán sus siguientes trabajos hasta 1997. En abril de 2006, Juan Borikó murió a causa de un cáncer de páncreas. El grupo anunció su despedida en 2007 y dio una gira final por toda España.
Sin embargo, en 2009 Potato regresó a los escenarios con Pako Pko como voz principal en una gira que finalizó en marzo de 2010. Pedro «Aianai», que no participó en esta gira, denunció la usurpación del nombre de la banda por parte de Pako Pko, argumentando que el grupo había acordado en 2007 disolverse y no dar más conciertos.

## Discografía
1. Potato & Tijuana in Blue (Oihuka, 1986).
2. Punky, Reggae, Party (Oihuka, 1987).
3. Erre que erre (Oihuka, 1990).
4. Crónicas de puerto sin más (Oihuka, 1993).
5. Plántala (Oihuka, 1995).
6. PKO original (Gazteizko Langabetuen Asanblada, 1997).
7. Directo, directo (Soviet Records, 1999).
8. Como en sueños (Maldito Records, 2003).
9. Potato en Fueros (Aianai Kultur Elkartea, 2007)
10. Potato Todo El Rato (Maldito Records, 2014)